# Giuseppe Albani
Giuseppe Andrea Albani (13. září 1750 Řím – 3. prosince 1834 Pesaro) byl italský římskokatolický duchovní, který jako kardinál patřil k hlavním tvůrcům vatikánské politiky v první polovině devatenáctého století.
Pocházel z římského šlechtického rodu s albánskými kořeny, jeho prastrýcem byl papež Klement XI. Vystudoval seminář v Sieně a byl odborníkem na kanonické právo. Působil v Římské kurii a byl domácím prelátem Klementa XIV. V roce 1801 se stal kardinálem-jáhnem a v roce 1818 kardinálem s titulárním sídlem v San Cesareo de Appia (od roku 1828 v Santa Maria in Via Lata). Odmítal risorgimento, byl spojencem Habsburků a působil jako kardinál protektor rakouského císařství. Dobu francouzské okupace Říma strávil v exilu ve Vídni.
V roce 1817 byl jmenován prefektem Dikasteria pro biskupy a od roku 1824 byl papežským legátem v Boloni. Patřil ke skupině kardinálů zvaných politici, kteří usilovali o reformu Papežského státu. Účastnil se tří konkláve a ve dvou byl protodiákonem. V roce 1823 tlumočil veto císaře Františka I., které podle práva exkluzivy znemožnilo zvolení Antonia Severoliho papežem. Korunoval tiárou papeže Pia VIII. a za jeho pontifikátu působil jako kardinál státní sekretář. Během svého působení se podílel na smírném řešení krizí spojených s belgickou revolucí a červencovou revolucí ve Francii. Při konkláve v roce 1830 neúspěšně prosazoval umírněné kandidáty Vincenza Macchiho a Bartolomea Paccu.
Snahou o nezávislou politiku si Albani znepřátelil Klemense Metternicha a přišel o funkci státního sekretáře. Byl pak hlavním knihovníkem Vatikánské apoštolské knihovny a legátem v Pesaru. Je po něm pojmenován Albaniho průplav ve Fanu. Byl mu udělen Královský uherský řád sv. Štěpána a Řád zvěstování.